# Список персонажів «Knights of Sidonia»
Це список персонажів із манґи та аніме серії «Лицарі Сідонії» авторства Ніхея Цутому.

## Головні персонажі
Наґате Танікадзе (яп. 谷風 長道, Tanikaze Nagate)
Сейю: Осака Рьота
 Головний герой серії, якого виховував його дід Хірокі Сайто глибоко в надрах «Сідонії». Через це він не пройшов спеціальне генетичне втручання, яке дає здатність до фотосинтезу, і мусить щоденно харчуватися, як звичайна людина. Згодом з'ясовується, що він насправді клон Сайто, успадкувавши не лише штучні риси, як-от швидка регенерація та безсмертя, але й природний талант Сайто до пілотування та бою. Із дитинства Нагате тренувався на симуляторі «Ґарди», тому йому доручають легендарну «Гарду» Сайто — модель Type-17, «Tsugumori» (яп. 継衛), а згодом він, як і його «дід», стає найкращим пілотом «Сідонії», не раз рятуючи корабель від навали Ґауна. Пізніше Нагате довіряють найсучасніші моделі «Ґарди», зокрема перший прототип Type-19, удосконалену версію «Цуґуморі» — «Tsugumori Custom 2» (яп. 継衛改二, Tsugumori kai ni), а згодом і перший прототип Type-20 під назвою «Yukimori» (яп. 劫衛). Спочатку мав позивний TS-028, але після підвищення до повного пілота отримав номер 704. Зрештою Нагате стає батьком дитини від Цумуґі, свідомість якої перенесли в одну з каптурованих «Червоних яструбиних міль» (Crimson Hawk Moth) після перемоги «Сідонії» над Величезним злитим Ґауна-кораблем (Large Mass Union Ship) і колонізації системи зірки Лем.
Шізука Хошіджіро (яп. 星白 閑, Hoshijiro Shizuka)
Сейю: Ая Сузакі
 Пілот «Ґарди», друга за рейтингом серед курсантів, з якою знайомиться Нагате і яка стає його коханою. Спочатку мала позивний TS-336, а після отримання статусу повного пілота стає юнітом 702. Згодом Шізука гине і її поглинає Ґауна 490, який, використавши її ДНК і спогади, розвивається у потужну Ґауна, схожу на «Ґарду», відому як Crimson Hawk Moth (яп. 紅天蛾, Benisuzume). Нагате вдається дістати невелику частину плаценти, яка нагадує Шізуку, і пізніше її використано для створення (шляхом змішування з людською ДНК) Цумуґі й Канати.
Цумуґі Шірауі (яп. 白羽衣 つむぎ, Shiraui Tsumugi)
Сейю: Ая Сузакі
 Гібрид Ґауна та людини, створений компанією «Kunato Developments» для боротьби з Ґауна. Цумуґі за розмірами схожа на «Ґарду», проте має ґауноподібний вигляд у формі молодої дівчини в сукні. Вона швидко зближується з Нагате та Ізаною, спілкуючись із ними зазвичай через щупальце, що простягається вентиляційними шахтами, поки решта її тіла залишається в спеціальній камері. У повсякденні Цумуґі поводиться як допитлива дитина з добрим характером, однак у бою їй не поступається ніхто, крім Нагате. Як і Шізука, вона з часом закохується в Нагате, і той приймає її почуття, незважаючи на її нелюдську форму. Цумуґі оснащена органічною гарматою з штучного кабі та висувними кігтями з того ж матеріалу. Вона має порожнисту грудну порожнину — своєрідний органічний кокпіт, де може розміститися пілот, щоб допомагати їй у бою. Цумуґі природно генерує Гейґус-частинки у своєму тілі й може перевершувати швидкість навіть найсучасніших моделей «Ґарди». Зрештою вона жертвує собою, щоб урятувати Нагате від жару на зірці Лем під час його бою з «Хімерою Очайя». Її свідомість потім переміщують в одну зі зразків Ґауна з «Червоних яструбиних міль», які нагадують Хошіджіро, і Цумуґі вступає у повноцінні стосунки з Нагате, зрештою народжуючи доньку на ім'я Нодока (яп. 長閑). За словами Цумуґі, спогади Хошіджіро досі зберігаються в її новому тілі, хоч і досить невиразні.
Ізана Шінатосе (яп. 科戸瀬 イザナ, Shinatose Izana)
Сейю: Акі Тойосакі
 Належить до інтерсексного «третього ґендеру», який сформувався протягом століть колонізації космосу. Ізана також є пілоткою «Ґарди» та швидко стає найкращим другом і, згодом, сусідкою Нагате, плекаючи до нього романтичні почуття. Ця прихильність призводить до того, що тіло Ізани поступово трансформується у жіноче. У битві з Ґауна Ізана втрачає руку й ногу; їх замінюють протезами, які дозволяють їй опановувати складну техніку набагато майстерніше, ніж пересічна людина. Крім того, на «Ґарді» Ізани встановлюють систему, що передає сенсорну й радарну інформацію прямо в мозок через її штучну руку, забезпечуючи їй неперевершені здібності до виявлення, перевищуючи навіть корабельні системи «Сідонії». Її часто відправляють у розвідку й наглядові місії під час бою. Спочатку вона мала позивний TS-291, пізніше її призначено на юніт 723. Через десять років після знищення «Величезного злитого Ґауна-корабля» та колонізації «Сідонією» системи зірки Лем Ізана стає однією з кількох членів екіпажу, що відлітають на відновленій «Сідонії» у невідомому напрямку.
Юхата Мідорікава (яп. 緑川 纈, Midorikawa Yuhata)
Сейю: Хісако Канемото
 Подруга Нагате й Ізани, яка згодом закохується в Нагате й починає суперничати з Ізаною за його увагу. Спочатку Юхата — курсантка «Ґарди» з позивним TS-256, але після повернення Сеї до пілотування на повну ставку отримує призначення на посаду помічниці командира та зрештою переїздить жити до Нагате. У вільний час Юхата збирає та кастомізує пластикові моделі «Ґарди». Через десять років після колонізації системи Лем Юхата проходить процедуру корекції статі й стає чоловіком. Він також обіймає посаду командира відремонтованої «Сідонії», яка продовжує пошуки інших планет для колонізації.
Теруру Ічігая (яп. 市ヶ谷 テルル, Ichigaya Teruru)
 Гіноїд, створена з метою лишатися непоміченою для Ґауна. Вона — єдина, хто вижив під час спроби колонізації планети Лем VII. Попри те, що Теруру відкидає допомогу Нагате (вважаючи, ніби він відповідальний за атаки Ґауна на «Сідонію»), він усе ж рятує її й забирає під свій захист, адже їй нікуди повертатися. Хоча Теруру вдає байдужість до Нагате, здебільшого її дії свідчать про зворотне. Згодом вона бере участь у війні як пілотка одного з нових бойових кораблів класу «Мідзукі». Її тіло має спеціальний автоматичний захисний механізм, який активується, коли вона почувається в небезпеці чи збентежена: тоді її штучна шкіра твердне, і вона виглядає більш роботизовано, ніби маріонетка. Як машина, Теруру може існувати у відкритому космосі без додаткових засобів, навіть якщо її тіло сильно пошкоджене. Теруру — одна з членів екіпажу, що лишаються на відремонтованій «Сідонії» й відлітають у пошуках нових планет для колонізації.

## Пілоти «Ґарди»
Норіо Кунато (яп. 岐神 海苔夫, Kunato Norio)
Сейю: Сакурай Такахіро
 Чоловік-пілот «Ґарди» з довгим білим волоссям. Спадкоємець «Kunato Developments» — компанії, яка створює моделі Type-18, що формують основну силу «Сідонії». Норіо посідав перше місце під час тренувань пілотів і зневажав інших курсантів, зокрема недолюблював Нагате через «особливе ставлення», не знаючи про його справжнє походження чи обставини. Спочатку має позивний TS-001, а згодом призначається на юніт 701, перш ніж перестає пілотувати через почуття провини за смерть Хошіджіро. Його тіло опановує свідомість Очайї, яка, виконавши план із перенесення розуму у тіло Канати, просто відкидає Норіо. Той ледь виживає і повністю втрачає спогади про період перебування під контролем Очайї, знову повертаючись до пілотування. Оскільки він, як і Нагате, з дитинства тренувався на симуляторі «Цуґуморі», Кунато отримує під свій контроль «Tsugumori Custom 2» після того, як Нагате переходить на досконалішу «Yukimori». Він — один із кількох членів екіпажу, які залишаються на «Сідонії» після її відновлення.
Ейко Ямано (яп. 山野 栄子, Yamano Eiko)
Сейю: Нанако Морі
 Пілотка «Ґарди» з каштановим волоссям і позивним TS-290. Вона веде себе вороже й різко щодо Нагате та доволі холодна з рештою загону. Під час першої місії Нагате за межами «Сідонії» Ямано швидко гине від цільового Ґауна, ставши першою жертвою Ґауна за останнє століття. Той Ґауна набуває її зовнішності, що спричиняє сильний стрес у товаришів по команді й викликає в Нагате нічні жахіття, доки він не знищує цю Ґауна.
Мочікуні Акай (яп. 赤井 持国, Akai Mochikuni)
Сейю: Сома Сайто
 Лідер загону Акая з позначенням юніта 001. Він був наймолодшим переможцем Гравітаційного кубка (Gravity Cup) й утримував титул 13 сезонів поспіль. Акай гине разом з усією командою, включно зі своєю дівчиною та старшим братом Юхати, під час атаки Ґауна на «Сідонію».
Хіната Момосе (яп. 百瀬日向, Momose Hinata)
Сейю: Хіромі Ігараші
 Подруга Мочікуні Акая й учасниця його загону, позначена як юніт 002. Гине під час битви проти Ґауна 487.
Кашіваде Аокі (яп. 青木 柏手, Aoki Kashiwade)
Сейю: Шінобу Мацумото
 Боєць загону Акая, юніт 003. Гине під час битви з Ґауна 487..
Ізумо Мідорикава (яп. 緑川 出雲, Midorikawa Izumo)
Сейю: Юто Сузукі
 Старший брат Юхати Мідорікави й член загону Акая, юніт 004. Гине під час битви з Ґауна 487.
Іттан Самарі (яп. サマリ イッタン, Samari Ittan)
Сейю: Ацуко Танака
 Лідерка загону Самарі, позначена як юніт 005. Досвідчена пілотка й перша випробовувала модель Type-19, аж поки її в терміновому порядку не передали Нагате. Після загибелі загону Акая вона лишається найстаршою за званням пілоткою й зазвичай очолює операції в бою. Є натяк, що Самарі вступає у стосунки з Сеї після колонізації системи Лем.
Тонамі (яп. 土浪)
 Боєць оригінального загону Самарі з позначенням юніта 006. Гине під час битви проти Ґауна 492, коли постріл Гейґус-частинками відбивається назад.
Коїчі Цуруучі (яп. 弦打 攻市, Tsuruuchi Kōichi)
Сейю: Косуке Торіумі
 Лідер загону Цуруучі й колишній член загону Самарі, позначений як юніт 007. У нього є забавна «фішка» — час від часу він залицяється до Самарі й отримує відмову з комічними наслідками. Під час бою проти «Хімери Очайї» Цуруучі жертвує собою, намагаючись знищити її, але його згодом знаходять живим, хоч і важко пораненим; зрештою він повністю одужує.
Ічіро Сеї (яп. 勢威 一郎, Seii Ichirō)
Сейю: Томохіро Цубої
 Лідер загону Сеї, юніт 026. Спочатку Сеї був помічником командира, доки не передав свій пост Юхаті Мідорікаві. Він — один із найсерйозніших і найдосвідченіших пілотів «Ґарди». У манзі Сеї носить особливий ретро-шолом, що майже повністю закриває обличчя. Саме він починає чутки про те, що Самарі фотосинтезує з чоловіками-пілотами, які мають високий рахунок знищення Ґауна, щоби підняти бойовий дух команди. Є натяк, що зрештою в нього зав'язуються стосунки з Самарі, і він стає батьком кількох дітей.
До Імада (яп. 今田)
 Лідер загону Імади (в аніме — загін Наказоно), юніт 139. Гине разом із пілотами юнітів 011, 217 і 312 під час першого бою проти «Червоної яструбиної молі».
Тотаро Ямано (яп. 山野 稲汰郎, Yamano Tōtarō)
 Молодший брат Ейко Ямано, який стає пілотом «Ґарди» і напарником Кунато, щоби помститися за смерть сестри. Тōтарō згодом здобуває славу воєнного героя, адже саме він завдає вирішального пострілу по «Справжньому тілу» Величезного злитого Ґауна-корабля, остаточно знищуючи його.

## Сестри Хонока
Кілька ідентичних сестер-клонів, які пілотують «Ґарди». Хронологічно їм лише п'ять років, проте вони пройшли прискорений ріст та стиснене ментальне тренування. На цей момент створено двадцять дві Хоноки, у двох партіях по одинадцять клонів. Усі сестри Хонока мають посилену фізичну силу й спритність: можуть легко стрибати на великі відстані та сильно пошкоджувати об'єкти простими ударами кулаків і ніг. Усі їхні імена пов'язані з вогнем.
Сейю: Ері Кітамура
Ен Хонока (яп. 仄 焔, Honoka En)
 Найстарша серед сестер Хонока. Спочатку мала позивний TS-203, пізніше призначена на юніт 703. Отримала важкі поранення під час бою з Ґауною 488, тоді ж, коли загинула Шідзука. Перебувала у комі кілька місяців. Ен недолюблює Нагате, вважаючи його збоченцем через те, що він неодноразово випадково заставав її і сестер без одягу. Вона також вважає, що саме з його вини трапився інцидент, де її було покалічено.
Хо Хонока (яп. 仄 烽, Honoka Hō)
 Пілотка юніта TS-205, потім 705. Гине під час битви з «Червоною яструбиною міллю».
Рен Хонока (яп. 仄 煉, Honoka Ren)
 Пілотка юніта TS-206, потім 706. Починає товаришувати з Нагате після того, як він допомагає їй помститися за Хо, знищивши «Червону яструбину міль» спеціальним важким боєприпасом, який Рен берегла саме для цього. Вона часто з'являється разом із Ен, будучи водночас більш ввічливою й урівноваженою, особливо коли йдеться про Нагате. Рен пояснює поведінку Ен тим, що через методи вирощування сестри Хонока емоційно незрілі й насилу контролюють свої почуття, хоч і виглядають підлітками.
Ро Хонока (яп. 仄 炉, Honoka Ro)
 Пілотка юніта 707.
Йо Хонока (яп. 仄 燿, Honoka Yō)
 Пілотка юніта 708.
Шо Хонока (яп. 仄 炒, Honoka Shō)
 Наймолодша серед сестер Хонока другої партії (одинадцяти клонів), вважається найвправнішою пілоткою з-поміж них. Гине під час експедиції до зорі Лем, де її поглинає Ґауна. Ґауна, що отримує її форму, вважає себе справжньою Шо та має її спогади й характер, та згодом виходить із кластера у вигляді гіганта. Це спричиняє дестабілізацію Ґауни, яка втрачає форму Шо й одразу знищується лінкором «Мідзукі».
Серед інших сестер Хонока є Baku (яп. 爆), Kō (яп. 煌), Tō (яп. 燈), Ou (яп. 燠), Ryō (яп. 燎), Sen (яп. 煽), Kun (яп. 燻), Rin (яп. 燐), Sui (яп. 燧), Kei (яп. 炯), Nen (яп. 燃), Sō (яп. 燥), Shoku (яп. 燭), Shi (яп. 熾), Raku (яп. 烙) та Kan (яп. 燗).

## Безсмертні члени екіпажу
Капітан Кобаяші (яп. 小林艦長, Kobayashi-kanchō)
Сейю: Охара Саяка
 Загадкова жінка-капітан «Сідонії», яка керує «Ґардами» під час атак Ґауна. На публіці вона носить маску, щоб приховати свої емоції та власну незмінну молодість. Раніше була пілоткою «Ґарди» й товаришувала з дідом Нагате, а згодом стала його офіційною опікункою, коли він з'явився з підземних секторів. Кобаяші піклується про Нагате, утім, Комітет безсмертного корабля зобов'язує її призначати юнака на всі доступні місії. Багато хто вважає це фактично смертним вироком, адже послідовні бойові вильоти призводять до низької виживаності. Насправді ж Комітет хоче позбутися Нагате, щоб ніхто не дізнався про його природне безсмертя. Коли Комітет намагається усунути її, Кобаяші наказує їх убити й перебирає повний контроль над «Сідонією», аби спрямувати всі ресурси на війну з Ґауна. У вільний час вона зливається з натовпом, адже мало хто бачив її справжнє обличчя. Після штурму «Величезного злитого Ґауна-корабля» Кобаяші назавжди знімає маску. Зрештою вона лишається на Лем VII після його колонізації, передавши командування відновленою «Сідонією» Юхаті Мідорікаві.
Хірокі Сайто (яп. 斎藤 ヒロキ, Saitō Hiroki)
Сейю: Кояма Рікія
 «Дід» Нагате, який навчив його пілотувати «Ґарди». Хірокі Сайто колись був найкращим пілотом «Сідонії» й урятував її від повного знищення Ґауною за 100 років до початку подій серії, скориставшись «кабізаші», яке викинув Очайя. Після тієї битви зник, а за 80 років з'явився знову — вже постарілим, бо відмовився від безсмертя й вирішив померти природною смертю. На основі його ДНК виростили вдосконалених клонів-безсмертних, та коли Сайто дізнався, що їм збираються імплантувати його спогади, він викрав одне немовля й виростив його як звичайну дитину — майбутнього Нагате Танікадзе. Перед смертю Сайто передав Нагате всі свої знання про пілотування.
Юре Шінатосе (яп. 科戸瀬 ユレ, Shinatose Yure)
Сейю: Ното Маміко
 Бабуся Ізани та членкиня Безсмертного екіпажу. Докторка Шінатосе розробила план відновлення населення «Сідонії» шляхом генної інженерії після Четвертої оборонної війни з Ґаунами, коли залишилося лише 25 членів ради й 392 громадяни. Упродовж 100 років (шість поколінь) вона мала на меті збільшити населення до 500 000, одночасно модифікувавши людей так, щоб вони могли фотосинтезувати й споживати їжу лише раз на тиждень. Також докторка Шінатосе відповідала за створення гібрида Ґауна й людини — Цумуґі. Юре входить до групи, що колонізує Лем VII.
Лала Хіяма (яп. ヒ山 ララァ, Hiyama Rarā)
Сейю: Сатомі Арай
 Розмовляюча ведмедиця, «завідувачка гуртожитком». Вона готує їжу та дбає про житловий блок Нагате, доки той не починає жити окремо. Хіяма була однією з членів оригінального Комітету безсмертного корабля, а раніше — пілоткою «Ґарди» разом із Кобаяші та Сайто. 600 років тому вони брали участь в експедиції до іншопланетного артефакта, де вперше виявили «кабізаші». Її «ведмежа» форма — високотехнологічний кібернетичний скафандр життєзабезпечення, адже оригінальне тіло Хіями було майже повністю знищене Ґауною (вижив лише мозок). Причини, чому костюм має саме ведмежу форму, невідомі; у флешбеках вона з'являється у громіздкому «спецівці», схожому на дайвінг-костюм. Колись Хіяма втратила праву лапу/руку, замінивши її трипалим механічним пристроєм, який не заважає їй у побуті. Вона терпіти не може, коли її називають «Лала», і дозволяла це лише Сайто, жорстоко караючи всіх інших. Оскільки вона сприймає Нагате й Сайто як одну особу, він теж може називати її Лала без наслідків. Імовірно, це відсилання до іншої манґи Ніхея — «Біомега», де також є ведмідь без лапи на ім'я Козлов. Після війни Хіяма лишається на відремонтованій «Сідонії» й вирушає геть від Лем VII у пошуках нових планет.
Очайя (яп. 落合)
Сейю: Коясу Такехіто
 Головний антагоніст, науковець і дослідник поведінки та біології Ґауна. Колись він позбувся всіх «кабізаші» на «Сідонії», бо вважав, що саме вони приваблюють Ґаун; утім, це не завадило прибульцям атакувати корабель і майже його знищити. Очайю не стратили, оскільки значна частина даних «Сідонії» зберігається в окремій базі, доступній лише через його мозок. Тож, урешті-решт, спогади Очайї запечатали, а мозок пересадили в клон. Проте копія його пам'яті лишилася ще в іншому місці й була перенесена в тіло Кунато, що дало Очайї змогу відновити дослідження і створити Цумуґі та Канату. Зрештою він розкриває себе, перемістивши свідомість у тіло Канати (Хімери), і тікає з «Сідонії», вважаючи Ґаун вищою формою життя. Повертається під час штурму «Величезного злитого Ґауна-корабля», прагнучи накопичити достатньо Гейґус-частинок, щоб використати органічну гравітаційну гармату й знищити «Сідонію». Зрештою він гине всередині зорі Лем від рук Нагате.

## Інші персонажі
Тахіро Нумі (яп. 田寛 ヌミ, Tahiro Numi)
Сейю: Ріна Сато
 Жінка-науковиця, що працює у Відділі позаземних досліджень (Extraterrestrial Research Division, ERD) і вивчає Ґауна. Їй доручено досліджувати схожу на людину частину, отриману Нагате. Одна з її перших гіпотез полягає в тому, що зразок («ена» Хошіджіро) завжди повертається до «кабізаші»; цю інформацію відразу ж засекречують. Згодом на неї накладає ментальний контроль Очайя і змушує працювати на нього, аж доки вона, не витримавши допитів щодо своїх досліджень Ґауна, вчиняє самогубство.
Сасакі (яп. 佐々木)
Сейю: Такако Хонда
 Очільниця відділу розробок компанії Тоа Дзюко (яп. 東亜重工, Tōa Jūkō). Висока, кремезна жінка з хвостом. Має грізну репутацію й зазвичай суворо сварить Нагате за пошкодження його «Ґарди». Сасакі входить до екіпажу, що колонізує Лем VII.
Танба Шінсуке (яп. 丹波 新輔, Tanba Shinsuke)
Сейю: Осаму Сакаї
 Механік компанії «Тоа Дзюко». Коли «Кунато» почали виробляти моделі Type-18, ручна збірка деталей стала непотрібною, тож він залишився без роботи. Але з початком розробок удосконаленого Type-19 його знову запросили. Також Танба відповідає за обслуговування штучного тіла Теруру.
Кунато Модзуку (яп. 岐神 海蘊, Kunato Mozuku)
Сейю: Аяне Сакура
 «Сестра» Кунато Норіо, яку вбиває Очайя і «відновлює», вже перебравши контроль над тілом її брата. Він промиває їй мізки, щоб задіяти у власних планах. Зазомбована Модзуку якийсь час бере участь у боях, керуючи Цумуґі, поки Хімера не стає досить самостійною, щоб діяти без допомоги. Зрештою оригінальна особистість Модзуку повертається, і вона вирішує залишитися на «Сідонії» після її відновлення.
Червона яструбина міль (яп. 紅天蛾, Benisuzume)
Сейю: Ая Судзакі
 Також відома за офіційними позначеннями як Ґауна 489, 490 та 491. Це тріо надзвичайно сильних і настирливих Ґаун, які набувають вигляду червоних органічних копій «Ґарди» Шідзуки Хошіджіро (юніт 702) і навіть можуть передавати радіоповідомлення на її частоті. Під час першої сутички знищується Ґауна 489, а Нагате вдається захопити частину плаценти Ґауни 491 — майже досконалу копію Хошіджіро з примітивним, «дитячим» інтелектом і органічним «костюмом». Її пізніше забирає Очайя (у тілі Кунато), запліднює і створює Хімер Канату й Цумуґі, водночас сама Ґауна 491, схоже, «гинуть» у процесі. Ґауна 490 ще кілька разів атакує «Сідонію» та еволюціонує до гігантської біомеханічної подоби Хошіджіро, вступаючи в бій із Нагате та Цумуґі в атмосфері планети Лем IX. Зрештою Нагате знищує «справжнє тіло» Ґауни 490 у ближньому бою, а її плацента — знову схожа на Хошіджіро та проникла до кокпіта Нагате — вилучається й поміщається на зберігання. Свідомість Цумуґі пізніше переносять в один із захоплених зразків, затираючи залишки особистості Хошіджіро.
Каната (яп. かなた)
 Друга гібридна істота людини й Ґауни, значно сильніша за Цумуґі, проте нестабільна психологічно. Її вирішують не знищувати, адже капітан Кобаяші зацікавлена в Гравітаційній гарматі (Gravitational Beam Emitter) — потужній далекобійній зброї, розміщеній у правому оці Канати, яка могла б назавжди врятувати «Сідонію» від загрози Ґауни. Коли цю зброю вдається налагодити для масового виробництва, Кобаяші надає наказ розібрати Канату, проте її тіло викрадає Очайя. Зрештою Нагате знищує Канату разом із свідомістю Очайї в короні зорі Лем.
Такахаші Рьоко (яп. 高橋 亮子, Takahashi Ryōko)
Сейю: Charmaine Tan
 Помічниця (Aide Controller), яка завжди носить маску на обличчі.